# Gijs van Aardenne
Gijsbert Michiel Vredenrijk van Aardenne, detto Gijs (Rotterdam, 18 marzo 1930 – Dordrecht, 10 agosto 1995), è stato un politico e dirigente d'azienda olandese.

## Biografia

### Dirigente d'azienda, politico locale e membro della Tweede Kamer
Van Aardenne, figlio di un chirurgo, dopo aver frequentato la scuola elementare e il liceo pubblico Erasmiaansch Gymnasium di Rotterdam, nel 1947 intraprese gli studi in matematica e scienze naturali presso l'Università di Leida dove conseguì, il 6 luglio 1955, l'esame di stato. Dopo aver completato il servizio militare, come tenente della riserva, il 1º settembre 1957 iniziò la sua carriera come impiegato della N.V Koninklijke Fabrieken Penn Bauduin, una fabbrica di acciaio e ferro con sede a Dordrecht. Dopo essere stato vicedirettore, dal 1º luglio 1960 al 1º gennaio 1968, venne nominato direttore, posizione che occupò dal 1º gennaio 1968 al 1º gennaio 1971.
Oltre alla sua attività professionale, Van Aardenne iniziò, a metà degli anni '60, la sua attività politica nel Partito Popolare per la Libertà e la Democrazia (VVD), al quale aderì nel 1958 e del quale fece anche parte del consiglio di amministrazione a Dordrecht. In primo luogo, è stato membro del Consiglio comunale di Dordrecht dal 17 marzo 1964 al 19 dicembre 1977, e dal 2 luglio 1970 al 30 maggio 1972 ebbe l'incarico di assessore (Wethouder) alla sanità pubblica, alla ricreazione e allo sport della stessa città. Dal maggio 1972 al dicembre 1977, è stato presidente del gruppo VVD nel consiglio di Dordrecht. È stato Presidente del consiglio di amministrazione dell'Ospedale municipale e dell'Associazione turistica di Dordrecht, membro del consiglio ospedaliero e membro del consiglio di sorveglianza di Bondsspaarbank a Breda.
Il 18 febbraio 1971, divenne membro della Tweede Kamer rivestendo tale carica fino al 10 maggio 1971.

### Ministro e Vice primo ministro

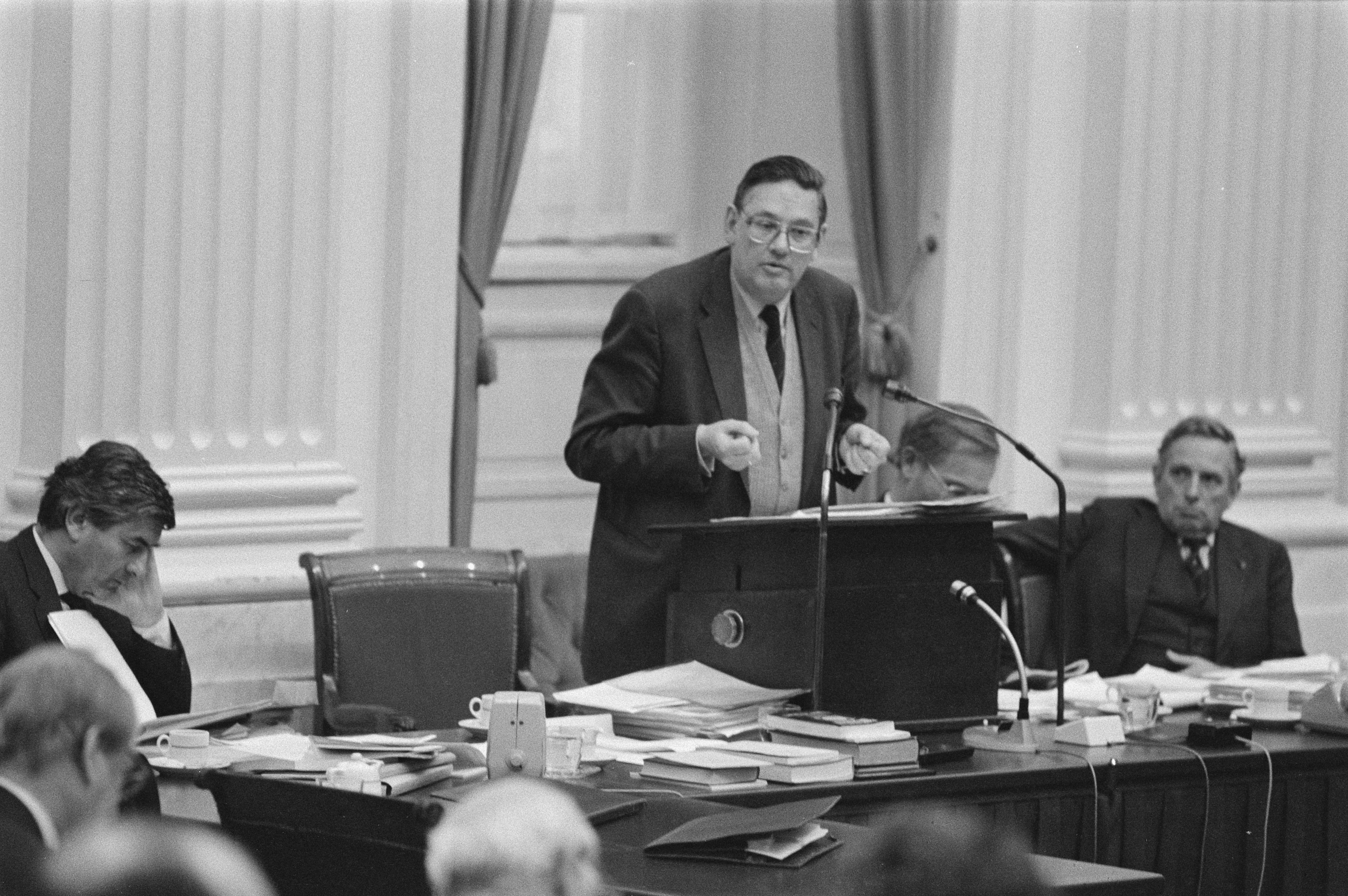
Gijs van Aardenne durante le discussioni della Tweede Kamer con il governo sul rapporto del comitato di indagine RSV, 28 febbraio 1985.

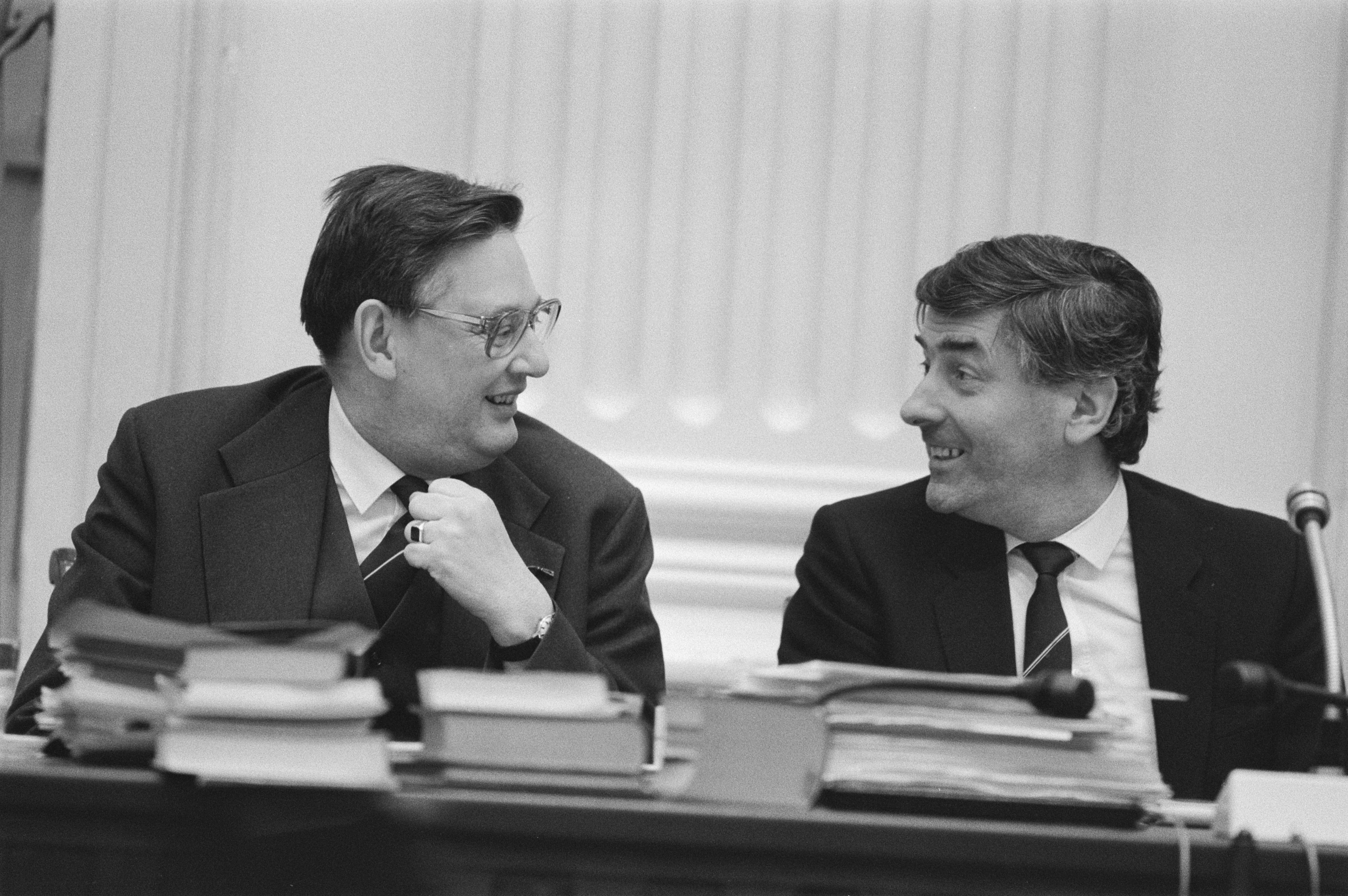
van Aardenne e Ruud Lubbers.

Il 19 dicembre 1977 venne nominato Ministro dell'Economia (Minister van Economische Zaken) nel governo del Primo ministro Dries van Agt mantenendo questo incarico fino all'11 settembre 1981. Dopo le dimissioni di Frans Andriessen, assunse anche l'interim del ministero delle finanze (Minister van Financiën ad interim) dal 22 febbraio 1980 fino alla nomina di Fons van der Stee il 6 marzo 1980.
Il 27 agosto 1981 fu rieletto membro del VVD nella Tweede Kamer, nella quale rimase fino al 4 novembre 1982. Il 26 ottobre 1981 ricevette l'onorificenza di Gran croce dell'Ordine del Leone dei Paesi Bassi per i suoi molti anni di servizio.
Nelle elezioni dell'8 settembre 1982, l'Appello Cristiano Democratico (CDA) perse leggermente mentre il VVD vinse le elezioni e si alleò ai democratici cristiani, guidati da Ruud Lubbers, per formare un governo di centrodestra. Ruud Lubbers divenne primo ministro e nominò van Aardenne vice primo ministro (Viceminister-President) e ministro degli affari economici, nel suo primo gabinetto, il 4 novembre 1982. Van Aardenne fu fortemente criticato, nel 1984, quando dovette ammettere che nel 1980, fece dichiarazioni fuorvianti al Parlamento riguardo ai suoi impegni di sussidio verso il gruppo di navigazione e ingegneria RSV, che fu successivamente sciolto. Tuttavia, il suo unico scopo era proteggere lo Stato dai danni. Il fallimento di RSV costò 3 miliardi di fiorini ai Paesi Bassi. Tuttavia, Van Ardenne superò una mozione di censura presentata dal Partito Socialdemocratico e ricoprì, l'incarico di Vice primo ministro e Ministro dell'Economia fino al 14 luglio 1986. Dopo aver lasciato il governo, il 26 agosto 1986 venne nominato Commendatore dell'Ordine di Orange-Nassau.
Dopo non aver ricoperto cariche politiche dal 14 luglio 1986, Van Aardenne divenne presidente della commissione di partito, dal 1993 al 1994, con il compito di elencare i candidati del VVD per le elezioni parlamentari del 1994. Dopo le elezioni del 1994, divenne un formateur coinnvolto nella nascita del primo gabinetto di Wim Kok.
Il 13 giugno 1995 approdò alla Eerste Kamer, mantenendo l'incarico fino alla morte, avvenuta il 10 agosto 1995.

### Vita privata
Dal matrimonio con Marijke Hillegonde Eerligh, il 22 settembre 1956 a Leida, ebbe due figli e due figlie.